# Капоцис, Мариос
Мариос Капоцис (греч. Μάριος Καπότσης; род. 13 сентября 1991, Афины) — греческий ватерполист, игрок сборной Греции. Серебряный призёр летних Олимпийских игр 2020 года, серебряный призёр Средиземноморских игр 2018 года.

## Карьера
На клубном уровне Мариос Капоцис начинал играть за афинский клуб «Вулиагмени». С 2012 по 2014 годы играл за греческий «Олимпиакос», с которым выиграл два чемпионата Греции и два Кубка Греции.
В 2018 году Мариос в составе сборной Греции по водному поло стал серебряным призёром Средиземноморских игр, которые состоялись в испанской Таррагоне.
В 2021 году принимал участие в летних Олимпийских играх в Токио, где греки неожиданно дошли до финала, уступив в решающем матче сербам и завоевали серебряные медали. В составе греческой сборной играл Мариос Капоцис.